# Minulost

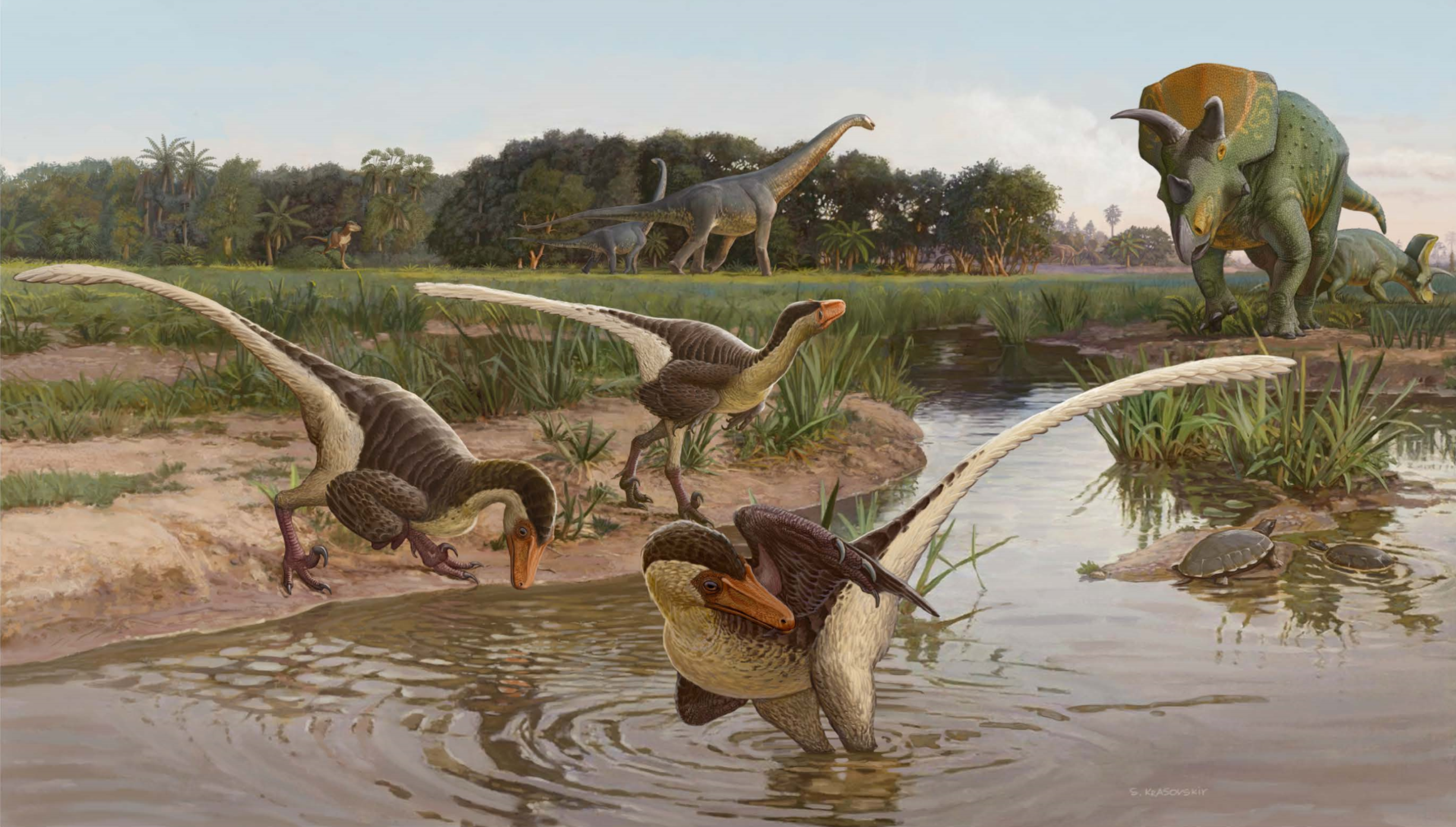
Rekonstrukce života Dineobellator notohesperus z období maastrichtu (přibližně 66,5 milionu let) v oblasti San Juan, Nové Mexiko.

Minulost označuje soubor událostí, které již proběhly. Minulost není ohraničena nějakým počátkem, nemůžeme říci, kdy začala, kdy vznikl čas; také se neustále posouvá její konec, přítomnost, současnost, např. chvíle, kdy jste dočetli tuto větu, je již minulostí. Zpravidla se však poměrně nedávná minulost označuje jako přítomnost nebo současnost. Minulost je předmětem poznání.

## Budoucnost
Čas mimo minulost je budoucnost, která je neznámá a odhadovaná, Některé směry moderní vědy měly či mají za to, že na základě dokonale objektivního poznání minulosti bude možno predikovat budoucnost; to by však vyžadovalo striktní determinismus a nikdo zatím k takovým předpovědím nedospěl. To, co považujeme za minulost, je také závislé na paměti.
Podle filozofického prezentismu naopak minulost ani budoucnost neexistuje: minulost již není, budoucnost ještě není: existuje tedy vždy jen přítomnost.

## Vliv jazyka
Pojímání minulosti je poněkud závislé na povaze jazyka a jeho způsobu vyjádření minulých dějů v gramatice – minulý čas sloves. Zatímco čeština má pouze jeden minulý čas (s dvěma vidy), němčina používá tři, španělština čtyři a angličtina – odlišíme-li průběhové a prosté časy (obdobu českých vidů) – má k vyjádření minulosti 6 gramatických časů k vyjádření návaznosti událostí a dějů.

## Členění
V historii, která se zabývá právě minulostí lidstva, se používají různá dělení minulosti a času podle významných událostí, zejména podle astronomických na dny a noci (a části dne a v jejich rámci hodiny, minuty a sekundy o pod.), týdny, měsíce podle kalendářů, počítání roků v letopočtech, na základě převládajících kultur (starověk, středověk, novověk), podle vládců a jejich dynastií a podobně.
V geologii se minulost Země dělí pomocí tzv. geologického času.